# Zemnice

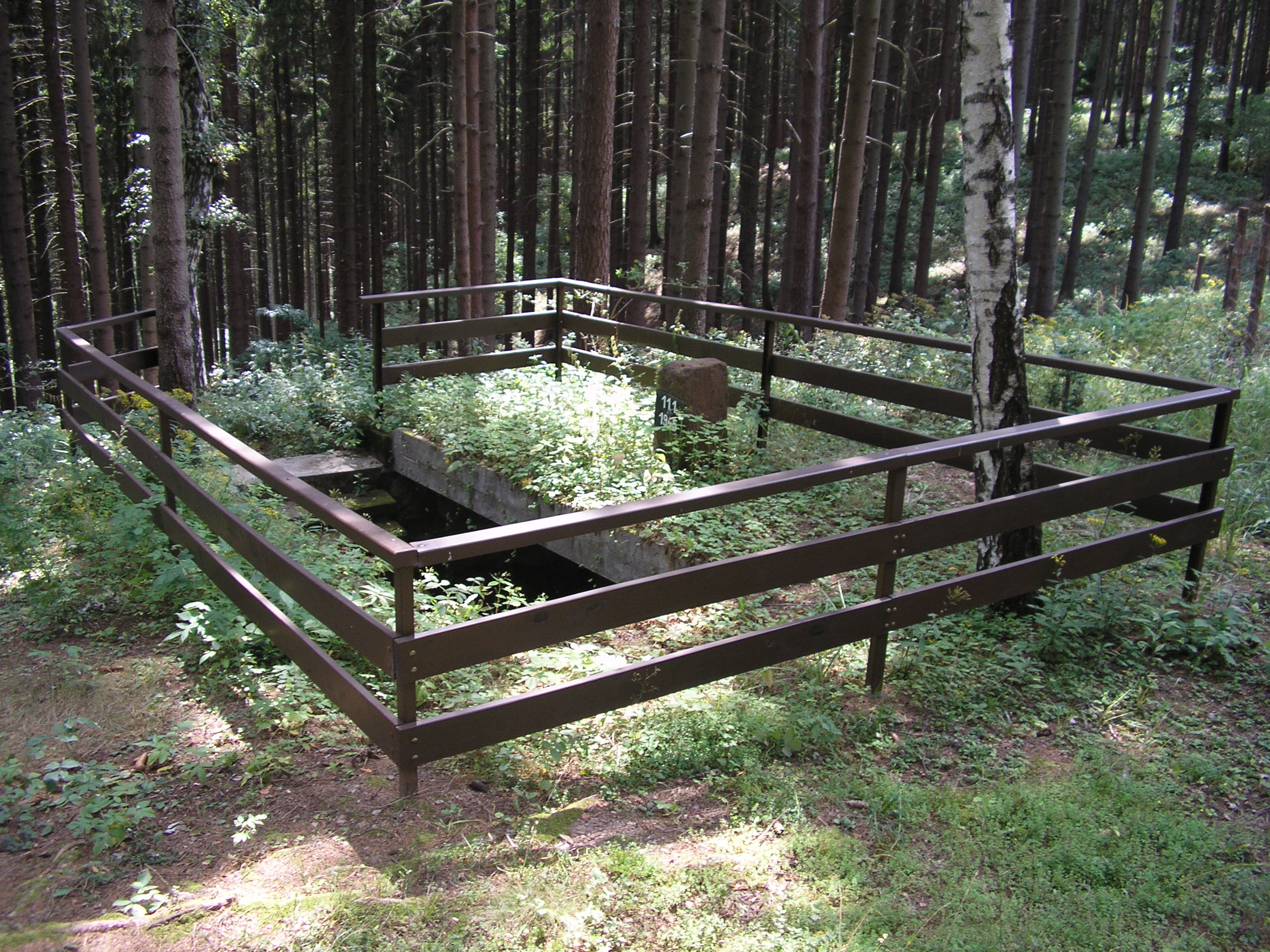
Zemnice poblíž Nýrova v okresu Blansko

Zemnice je příbytek či zastřešený objekt sloužící k jakékoliv skladovací nebo kulturní činnosti člověka. Je nazýván zemnicí proto, že je zahlouben do země a jediná část, která se nachází nad povrchem terénu je střecha. Tyto stavby stavěli naši předkové především z důvodu tepelné úspory, jelikož se pod zemí může akumulovat teplo a v českých klimatických podmínkách země nezamrzá. Tento druh stavby je také známý pod hovorovým názvem zemljanka, jak se nazývá v Rusku. Dalším příbuzným stavebním typem je tzv. polozemnice.